# وارک‌ورث، نورث‌آمبرلند
وارک‌ورث (به انگلیسی: Warkworth) یک روستا و محله مدنی در بریتانیا است که در نورث‌آمبرلند واقع شده‌است. وارک‌ورث ۱٬۵۷۴ نفر جمعیت دارد.